# Фуџиједа
Фуџиједа (јап. 藤枝市) град је у Јапану у префектури Шизуока. Према попису становништва из 2005. у граду је живело 129.248 становника.

## Становништво
Према подацима са пописа, у граду је 2005. године живело 129.248 становника.
| 1995.   | 2000.   | 2005.   |
| ------- | ------- | ------- |
| 124.822 | 128.494 | 129.248 |